# Arctogalidia trivirgata
Arctogalidia trivirgata (Дрібнозуба пальмова цівета) — ссавець родини Віверових (Viverridae). Зустрічається в таких країнах: Бангладеш, Бруней-Даруссалам, Камбоджа, Китай, Індія, Індонезія (Ява, Калімантан, Суматра), Лаос, Малайзія (півострів Малайзія, Сабах, Саравак), М'янма, Сінгапур, Таїланд, В'єтнам. Населяє напіввічнозелені й вічнозелені ліси. Зустрічається в порушених лісах, хоча у значно меншій кількості. Поширення за висотою: нижче 1200 м над рівнем моря.

## Морфологія
Морфометрія. Довжина голови й тіла: 440—600 мм, хвіст: 510—690 мм, довжина задньої ступні: 74—80 мм, довжина вух: 38—42 мм, вага: 2,0—2,5 кг.
Опис. Колір верхньої частини тіла, проксимальної частини хвоста, зовнішніх сторін кінцівок варіює від темно-сірувато-рудого до яскраво оранжево-рудувато-коричневого. Голова зазвичай темніша й сіріша, а лапи й дистальна частина хвоста буруваті. Є середня біла смуга на морді, і є три коричневі або чорні поздовжні смуги на спині. Середня смуга зазвичай суцільна й різка, в той час як бічні можуть бути розбиті на плями або майже відсутні. Низ сірувато білий або кремово-буро-жовтий з білуватою плямою на грудях.Хутро коротке.

## Поведінка, життєвий цикл
Веде нічний, дуже деревний (рідко спускається на землю) спосіб життя. У першу чергу це плодоїдна тварина, іноді може вживати комах, малих ссавців, ящірок. Найпевніше, може давати потомство протягом усього року, і може бути два приплоди на рік, від двох до трьох малюків у кожному. Тривалість життя цього виду становить від 10 до 12 років. Сезону розмноження немає. Може бути два приплоди (по два-три малюки) на рік. Вагітність триває 45 днів.

## Загрози та охорона
Втрата й деградація місць проживання є серйозною загрозою. Важливо відзначити, що багато великих охоронних районів, які були створені на півночі Південно-Східної Азії у вічнозелених та напіввічнозелених лісах, дають підтримку виду. Зустрічається й на інших охоронних територіях.